# Mistrovství světa v silniční cyklistice 2013

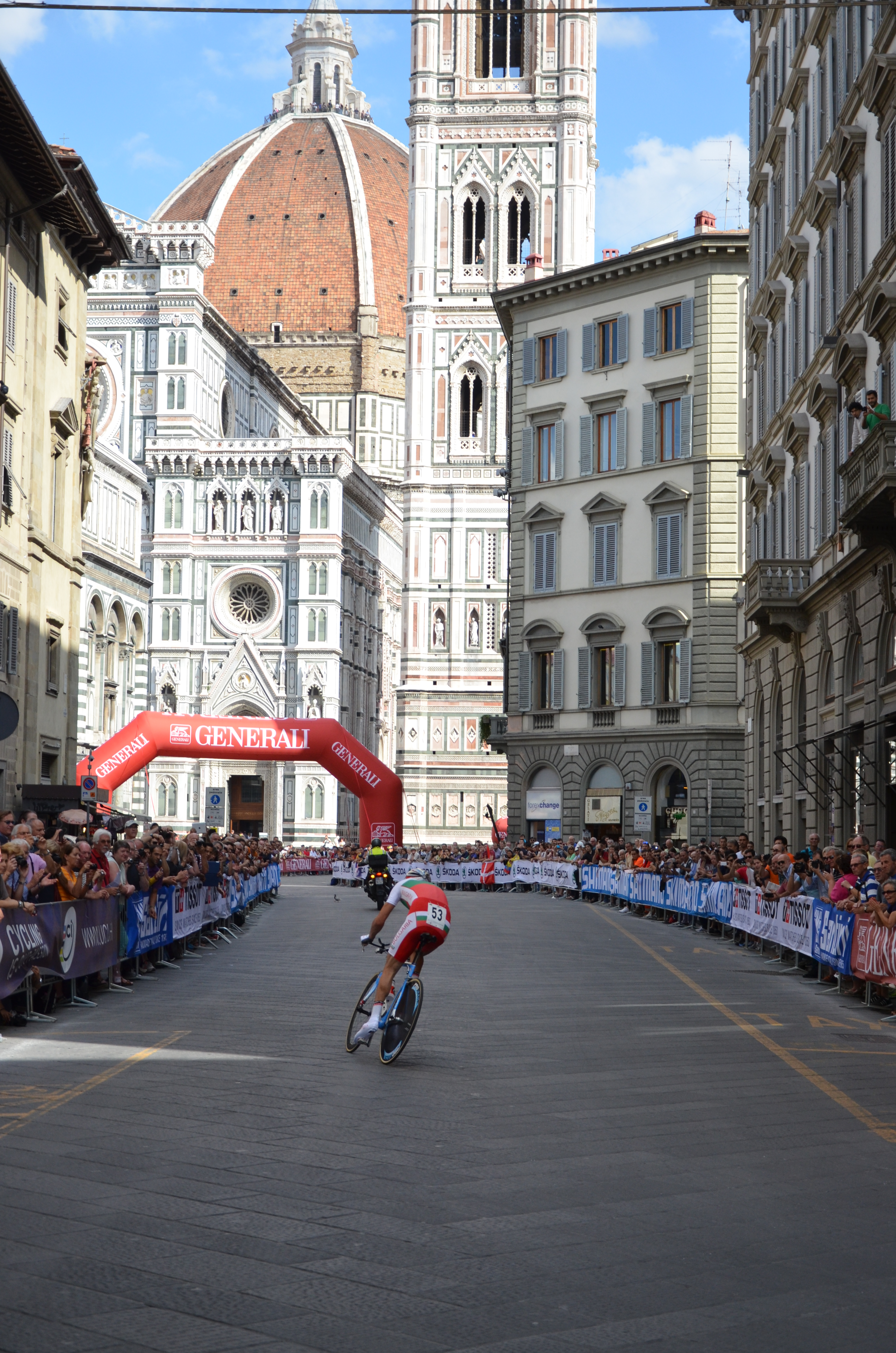
Mistrovství světa v silniční cyklistice 2013

Mistrovství světa v silniční cyklistice 2013 proběhlo od 22. září do 29. září 2013 v italské Florencii. Byl to 86. ročník tohoto šampionátu a 13. ročník pořádaný v Itálii. Zúčastnilo se celkem 77 zemí.

## Kalendář
| Datum    | Čas startu | Závod                           |
| -------- | ---------- | ------------------------------- |
| 22. září | 10:00      | ženy – časovka týmů             |
| 22. září | 14:00      | muži – časovka týmů             |
| 23. září | 10:00      | juniorky – časovka              |
| 23. září | 14:00      | muži do 23 let – časovka        |
| 24. září | 10:00      | junioři – časovka               |
| 24. září | 14:30      | ženy – časovka                  |
| 25. září | 13:15      | muži – časovka                  |
| 27. září | 8:30       | juniorky - silniční závod       |
| 27. září | 13:00      | muži do 23 let - silniční závod |
| 28. září | 8:30       | junioři – silniční závod        |
| 28. září | 14:15      | ženy - silniční závod           |
| 29. září | 10:00      | muži – silniční závod           |

## Výsledky disciplín
| Závod          | Zlato | Zlato             | Stříbro | Stříbro         | Bronz | Bronz           |
| -------------- | --- | ----------------- | --- | --------------- | --- | --------------- |
| Muži           | |                   | |                 | |                 |
| Silniční závod | Rui Costa                                                                                                 | 7.25:44           | Joaquim Rodríguez | s.č.            | Alejandro Valverde                                                                                           | + 15 s          |
| Časovka        | Tony Martin                                                                                               | 1.05.36           | Bradley Wiggins | + 46,09 s       | Fabian Cancellara                                                                                            | + 48,34 s       |
| časovka týmů   | Omega Pharma-Quick Step                                                                                   | 1 h 4 min 16,81 s | Orica-GreenEDGE | + 0,81 s        | Team Sky | + 22,55 s       |
| časovka týmů   | Sylvain Chavanel Michał Kwiatkowski Tony Martin Niki Terpstra Kristof Vandewalle Peter Velits             | 1 h 4 min 16,81 s | Luke Durbridge Michael Hepburn Daryl Impey Brett Lancaster Jens Mouris Svein Tuft                                         | + 0,81 s        | Edvald Boasson Hagen Chris Froome Vasil Kiryienka Richie Porte Kanstantsin Sivtsov Geraint Thomas            | + 22,55 s       |
| Muži do 23 let | |                   | |                 | |                 |
| silniční závod | Matej Mohorič                                                                                             | 4.20:18           | Louis Meintjes | + 3 s           | Sondre Holst Enger                                                                                           | 13 s            |
| časovka        | Damien Howson                                                                                             | 49 min 49,97 s    | Yoann Paillot | + 57,11 s       | Lasse Norman Hansen                                                                                          | + 1 min 10,13 s |
| Junioři        | |                   | |                 | |                 |
| silniční závod | Mathieu van der Poel                                                                                      | 3.33:14           | Mads Pedersen | + 3 s           | Iltjan Nika                                                                                                  | + 3 s           |
| časovka        | Igor Decraene                                                                                             | 26 min 56,83 s    | Mathias Krigbaum | + 8,66 s        | Zeke Mostov                                                                                                  | + 20,97 s       |
| Ženy           | |                   | |                 | |                 |
| Silniční závod | Marianne Vosová                                                                                           | 3 h 44 min        | Emma Johanssonová | + 15 s          | Rossella Rattová                                                                                             | + 15 s          |
| Časovka        | Ellen van Dijková                                                                                         | 27 min 48,18 s    | Linda Villumsenová | + 24,10 s       | Carmen Smallová                                                                                              | + 28,74 s       |
| časovka týmů   | Team Specialized–lululemon                                                                                | 51 min 10,69 s    | Orica-AIS | + 1 min 11,19 s | Orica-AIS | + 1 min 33,83 s |
| časovka týmů   | Lisa Brennauerová Ellen van Dijková Katie Colcloughová Carmen Smallová Trixi Worracková Evelyn Stevensová | 51 min 10,69 s    | Lucinda Brandová Thalita de Jongová Pauline Ferrand-Prevotová Roxane Knetemannová Annemiek van Vleutenová Marianne Vosová | + 1 min 11,19 s | Annette Edmondsonová Shara Gillowová Loes Gunnewijková Melissa Hoskinsová Emma Johanssonová Amanda Sprattová | + 1 min 33,83 s |
| Juniorky       | |                   | |                 | |                 |
| silniční závod | Amalie Dideriksenová                                                                                      | 2.32:23           | Anastasiia Iakovenková | s.č.            | Olena Demydová                                                                                               | + 3 s           |
| časovka        | Séverine Eraud                                                                                            | 22 min 42,63 s    | Alexandria Nichollsová | + 2,69 s        | Alexandra Manlyová                                                                                           | + 8,17 s        |